# Aceria marginemvolvens
Aceria marginemvolvens är en spindeldjursart som först beskrevs av Bonaventura Corti 1910.  Aceria marginemvolvens ingår i släktet Aceria, och familjen Eriophyidae. Arten är reproducerande i Sverige.